# سوق الحدرة
سوق الحدرة أو سوق سويقة يعتبر من الأسواق الأثرية التي بُنيت على جانبي شارع الحدرة الأثري الذي كان لهً شأنٌ عظيم في صدر الأسلام.

## موقع السوق
يبدأ السوق من أمام باب السلام بالجنوب الغربي للمسجد النبوي حتى يكون نهايته عند الباب المصري غربي المدينة وشرقي المناخة.

## بناء السوق
كان السوق مبلطاً بالحجارة المطابقة، وقد تأكلت لقدمها مما أدى إلى عمليات متكررة لترميمها، وتبليط السوق والشوارع بمثل هذه الحجارة السوداء، وبمثل هذه الحجارة توجد في الشارع الرئيسي المسقف في القدس، وفي بعض مدن المغرب الأقصى، وفي دمشق الشام بالشارع المسقف المكتظ بالدكاكين والبضائع والمعروف بسوق الحميدية حيث تطل على الشارع والسوق عمارات شرقية الطراز تتسم بالرواشن الخشبية المزخرفة، والأبواب السميكة الخشبية، وقد فُرش شارع سويقة بالأسمنت الملون المقطع كالطوب، ودخل عنصر البناء الحديث بالأسمنت المسلح بعض دورها، أما دكاكينها قد أُبدلت بالصفيح.

## منازل سوق الحدرة
- دار السيد عبد الله مدني التي ورثها من بعده ابناه عُبيد الله مدني، وأخوه أمين مدني
- دار السيد جمل الليل
- دار السيد عبد المطلب مفتي
- بيت الصافي.[4]

## انظر ايضاً
- المدينة المنورة
- سوق الحبابة

## وصلات خارجية
- أسواق المدينة المنورة (الماضي).